# Kengo Nakamura
Kengo Nakamura (中村 憲剛), född 31 oktober 1980 i Kodaira, Tokyo prefektur i Japan, är en japansk fotbollsspelare som sedan 2003 spelar för Kawasaki Frontale i J-League. Han spelar även för det japanska landslaget.

## Klubbkarriär
| Säsong | Lag               | Division | Tröjnummer | Matcher | Mål |
| ------ | ----------------- | -------- | ---------- | ------- | --- |
| 2003   | Kawasaki Frontale | 2        | 26         | 34      | 4   |
| 2004   | Kawasaki Frontale | 2        | 14         | 41      | 5   |
| 2005   | Kawasaki Frontale | 1        | 14         | 29      | 2   |
| 2006   | Kawasaki Frontale | 1        | 14         | 34      | 10  |
| 2007   | Kawasaki Frontale | 1        | 14         | 30      | 4   |
| 2008   | Kawasaki Frontale | 1        | 14         | 30      | 4   |
| 2009   | Kawasaki Frontale | 1        | 14         | 32      | 4   |
| 2010   | Kawasaki Frontale | 1        | 14         | 27      | 4   |
| 2011   | Kawasaki Frontale | 1        | 14         | 30      | 4   |
| 2012   | Kawasaki Frontale | 1        | 14         | 34      | 5   |
| 2013   | Kawasaki Frontale | 1        | 14         | 29      | 7   |
| 2014   | Kawasaki Frontale | 1        | 14         | 30      | 3   |
| 2015   | Kawasaki Frontale | 1        | 14         | 33      | 2   |
| 2016   | Kawasaki Frontale | 1        | 14         | 32      | 9   |
| 2017   | Kawasaki Frontale | 1        | 14         | 32      | 5   |
| 2018   | Kawasaki Frontale | 1        | 14         | 33      | 6   |
| 2019   | Kawasaki Frontale | 1        | 14         | 20      | 2   |

## Landslagskarriär
Kengo Nakamura gjorde sin A-lagsdebut den 4 oktober 2006 i en vänskapsmatch mot Ghana, och den 11 oktober gjorde han sitt första A-lagsmål i en kvalmatch till Asiatiska cupen 2007 mot Indien.

### Mål i det japanska landslaget
| Nr | Datum            | Plats     | Motståndare  | Resultat | Tävling                        |
| -- | ---------------- | --------- | ------------ | -------- | ------------------------------ |
| 1. | 11 oktober 2006  | Bangalore | Indien       | 3–0      | Kval till Asiatiska cupen 2007 |
| 2. | 14 juni 2008     | Bangkok   | Thailand     | 3–0      | Kval till VM 2010              |
| 3. | 6 september 2008 | Riffa     | Bahrain      | 3–2      | Kval till VM 2010              |
| 4. | 31 maj 2009      | Tokyo     | Belgien      | 4–0      | Vänskapsmatch                  |
| 5. | 9 september 2009 | Utrecht   | Ghana        | 4–3      | Vänskapsmatch                  |
| 6. | 11 oktober 2011  | Osaka     | Tadzjikistan | 8–0      | Kval till VM 2014              |

- Det japanska resultatet står alltid först.